# 墨脱冷水花
墨脱冷水花（学名：Pilea medogensis）为荨麻科冷水花属的植物。分布在印度以及中国大陆的西藏等地，生长于海拔2,400米至3,800米的地区，常生长在沟边林下草丛中，目前尚未由人工引种栽培。